# ジミー・テルアキ・ムラカミ
ジミー・テルアキ・ムラカミ（Jimmy Teruaki Murakami、日本名:村上 輝明、1933年6月5日 - 2014年2月16日）は、アメリカ合衆国のアニメーション監督、アニメーター、映画監督。ジミー・ムラカミ、ジミー・T・ムラカミとも表記される。カリフォルニア州サンノゼ出身。日系アメリカ人2世。後半生はアイルランドで暮らし、同国アニメ業界の父とも呼ばれる。

## 略歴
サンノゼの日本人コミュニティで農場を営む日系移民の家に生まれる。第二次世界大戦により日系人強制収容所のトゥーリーレイク戦争移住センターに家族とともに収容され、この間に姉を白血病で亡くす。教師から本名のテルアキが発音しにくいので英語名をつけるよう言われ、当時の人気俳優ジミー・スチュワートから「ジミー」を選ぶ。ジミーがジェイムズの愛称だとは家族全員が知らず、「ジェイムズ」を選んだ兄ジュンイチと同じ名前になってしまったと後で気づいたものの、いずれ日本に帰るつもりだったためジミーのまま使い続ける。収容所時代は捕まえたカモメに日の丸を描いて飛ばして遊ぶのが趣味だったが、それを気に入らない監視塔のアメリカ兵にすべて撃ち殺されてしまった。この頃に観たディズニーアニメの『白雪姫』をきっかけにアニメーターを志す。
1946年に収容を解かれると学校を卒業、ロサンゼルスの美術学校Chouinard Art Institute に奨学生として通いデッサンから油彩、水彩や木版画まで習うと（1952年 - 1956年）、在学中に講師のアニメーターから誘われると23歳になる1956年からアニメーション会社ユナイテッド・プロダクションズ・オブ・アメリカ（バーバンク）で働き始める。周囲のスタッフは赤狩りやストライキでディズニーを離れたアニーメーターたちで、実力を認めてもらうため、侍をテーマにした短編映画を自作し評価されるとキャラクターデザイン、絵コンテ製作に携わった。1年後、ニューヨークのPintoff Studioに移籍してデザインから背景製作、監督と幅を広げ、1959年に手掛けた『The Violinist』は翌年のアカデミー賞短編映画・アニメ部門にノミネートされ、英国映画テレビ芸術アカデミーではベスト・アニメ賞を受賞した。
東京の東映動画（現：東映アニメーション）で1年間働いたのち1960年から5年間ロンドンのBBCテレビジョンセンターでテレビ・アニメのプロデューサー、監督として働く。アメリカに帰国後アニメーターのフレッド・ウルフと共同でハリウッドにMurakami Wolf Productions社（ - 1999年解散）を設立し、アヌシー国際アニメーション映画祭の短編部門でグランプリを獲得した『The Breath』（1967年）など、多くの優れた作品を制作した。
1970年に『レッド・バロン』の制作に参加するためアイルランドのダブリンに滞在したのをきっかけに、現地女性と結婚して同地で暮し始め、Quarteru Films社を設立してアクションやアニメの広告に関わりいくつかヒットを得た。
1980年にはロサンゼルスに出かけて『宇宙の7人』を監督、ジェームズ・キャメロンに美術監督としての初仕事を与えたほか、レイモンド・ブリッグズ原作の『スノーマン』（1982年 TVC ロンドン）および『風が吹くとき』（1986年）など、多くの映画賞に輝く秀作に携わった。
ウルフとの仕事のつながりは続き、1987年にはMurakami Wolf社のダブリン支社を設立して『ティーンエイジ・ミュータント・ニンジャ・タートルズ』のテレビアニメシリーズ制作を開始、100人以上のアニメ制作者を雇用した。
2000年代に入り、後進の指導にあたり絵画ざんまいの日々を送るにいたっても映像制作への関心を絶やさず、ケイト・ブッシュのミュージックビデオ（2005年）に監督として参加し、最晩年に広島への思いを劇場版映画にまとめようとした。

### 教育者として
ムラカミはダブリンを拠点に国内外のアニメ制作に携わり、多くのアニメーターを育ててアイルランドのアニメ業界の発展に貢献した。ダン・レアリーの美術学校（IADT）やダブリン郊外バリファーモットアニメーション学校で講師も務めている。
2006年にはデジタルエンターテイメント業が盛んなダンディーのダンディ大学から名誉博士号を授与された。

## 日本との関わり
アイルランド人監督による記録アニメ映画『Jimmy Murakami - Non Alien』（2010年）に参加、きっかけは少年時代に収容所で描いたムラカミの絵だった。この作品は、アメリカ国民として生まれたにも関わらず、第二次世界大戦中に敵性市民として強制収容された人々の人生に光を当てた。収容所跡地の再訪など取材を重ねる姿を通し、原子爆弾が日常生活を変えるさまを見せた『風が吹くとき』と並べて、ムラカミが伝記映画の制作まで正視できずにいた傷や、『風が……』にムラカミがこめたというアメリカ政府への怒りが論じられた。
亡くなる直前も広島の原爆について感じることを主題に劇場映画『The Morning of a Hundred Suns』を制作中だった。

## 画家
晩年の10年間は絵画に集中し、油彩や水彩の個展を開き新作の注文に応じるなどしている。ジャンルは写生から静物画、また彫刻も若いころに手がけた。東京で仕事をした時期（1959年 - 1961年）には水彩と木版画を展覧会に出している。伝記映画の制作期間（2008年 - 2011年）には少年時代を主題に一連の油彩を描いた。絵画団体Royal Hibernian Academyの絵画デッサングループ会員。
2014年2月16日、妻と娘2人、孫4人に看取られて80歳で死去した。

## 主な作品
- 『レッド・バロン』Von Richthofen and Brown（1971）アソシエイト・プロデューサー
- 『モンスター・パニック』Monster: Humanoid From the Deep（1980）監督（追加シーン、クレジットなし）
- 『宇宙の7人』Battle Beyond the Stars（1980）監督
- 『スノーマン』The Snowman（1982）スーパーバイジング・ディレクター
- 『風が吹くとき』When the Wind Blows（1986）監督
- 『クリスマス・キャロル』Christmas Carol: The Movie（2001）監督。主演はケイト・ウィンスレット。

### テレビシリーズ
- ティーンエイジ・ミュータント・ニンジャ・タートルズ
- ナルニア国物語 The Chronicles of Narnia（1988）アニメ監督（2話分のアニメ部分）[10]
- ストーリーキーパーズ The Storykeepers[1][注 4] 監督
- インスペクター・マウス Inspector Mouse[注 5] 監督、国際共同企画、Alegro Animation（ダブリン）、PMMP（パリ）
- テレビ作品『オイ、ゲットオフ・アワ・トレイン』Oi Get off Our Train（1998年）アニメ監督最終作、Varga/TVC（制作、ロンドン）BBC、ミラマックス、ZDF配信[4]。
- 南の島の小さな飛行機 バーディー（2006）アニメーション監修

## 主な受賞
2013年にはディングル国際映画祭に、アニメーション業界の貢献者に与えられる「ムラカミ賞」が設けられ、その第1回受賞者に選ばれた。

### 映像作品
- 『The Violinist』英国映画テレビ芸術アカデミー ベスト・アニメ賞（1960年）[5]、アカデミー賞短編映画・アニメ部門候補（1960年）[1]
- 『The Insects』英国アカデミー賞候補[1]
- 『The Breath』アヌシー国際アニメーション映画祭短編部門グランプリ（1967年）
- 『Charley』第26回ヴェネツィア国際映画祭 金獅子賞（児童向けテレビアニメ作品）[1]
- 『Magic Pear Tree』アカデミー賞候補[1]
- 『The Good Friend』アメリカン・フィルム・インスティチュート賞記念奨励賞[1]
- 『And of Course You』ゴールデンイーグル賞（英語版）[1]

### 絵画
- スカラスティック社美術奨励賞 Scholastic Art Award, Certificate of Merit（1952年度）

### 展覧会
- 個展（2009年、ベルファスト）
- 「Jimmy Murakami Non- Alien」パワーズコート・ギャラリーで幕開け、各地を巡回。ディングル、ケンメア、ドネガル、ダルキー、Dun Laoghaire、ダブリン（ドアウェー・ギャラリー）。

## 作品集
- 『Reflections of Jimmy Murakami』1980年代から1990年代の短編アニメ作品集成。 DVD版。

### 注
1. ↑  カリフォルニア芸術大学の前身。ウォルト・ディズニー兄弟が音楽学校との合併を支え、大学機構となる。
2. ↑  BBC時代の主な作品は『The Insects』（Bafta 賞候補）、ベネチア国際映画祭金獅子賞を『Charley』で受ける[1]。
3. ↑  『七人の侍』の宇宙版改題、ロジャー・コーマン作品。
4. ↑  『The Story Keepers』は30分番組の13本シリーズ。Shepherd Films、Dublin ITV、フォックスネットワーク配信[4]。
5. ↑  30分番組26本シリーズ[4]。